# Lissonota trifasciola
Lissonota trifasciola là một loài tò vò trong họ Ichneumonidae.